# Wambaix
Wambaix és un municipi francès, situat a la regió dels Alts de França, al departament del Nord. L'any 2006 tenia 298 habitants. Limita al nord-est amb Estourmel, a l'est amb Cattenières, al sud-est amb Haucourt-en-Cambrésis, al sud amb Esnes, a l'oest amb Séranvillers-Forenville i al nord-oest amb Awoingt.

## Demografia
| 1962                                       | 1968 | 1975 | 1982 | 1990 | 1999 | 2006 |
| ------------------------------------------ | ---- | ---- | ---- | ---- | ---- | ---- |
| 355                                        | 345  | 298  | 334  | 346  | 332  | 311  |
| Des de 1962: població sense dobles comptes |      |      |      |      |      |      |

## Administració
| Període   | Identitat    | Partit |
| --------- | ------------ | ------ |
| 1989-2004 | Juste Banse  |        |
| 2004-     | Bruno Cardon |        |